# Torneo Nacional de Clubes 2002
El Torneo Nacional de Clubes de 2002, también denominado "Nacional de Clubes A1" o "Nacional de Clubes - Zona Campeonato",  fue la novena edición del torneo organizado por la Unión Argentina de Rugby que reúne a los mejores clubes de la URBA y del Torneo del Interior. Se llevó a cabo entre el 21 de septiembre y el 26 de octubre de 2002.
Tras la creación del Nacional de Clubes B en 2001, la Unión Argentina de Rugby decidió organizar un tercer torneo: el Nacional de Clubes A2. Esta competición funcionaría como un nivel intermedio entre los dos torneos existentes, participando los clubes de las principales zonas clasificatorias que no hayan conseguido clasificar al torneo principal.
Alumni se consagró campeón del torneo por primera vez al derrotar a Jockey Club de Rosario en la final por 23 a 21 tras anotar un penal en tiempo de descuento. El conjunto de Tortuguitas comenzó su campaña en la primera fase y eliminó a San Isidro Club en cuartos de final (campeón del Torneo de la URBA y con un invicto de 26 partidos), antes de derrotar al subcampeón del Torneo del Interior A 2002 en semifinales y al campeón en la final.

## Equipos participantes
Participaron de este torneo dieciséis equipos: los ocho mejor clasificados del Torneo de la URBA 2002 y del Torneo del Interior A 2002.
| Club                          | Vía de clasificación                                     |
| ----------------------------- | -------------------------------------------------------- |
| San Isidro Club               | Campeón del Torneo de la URBA 2002.                      |
| Regatas de Bella Vista        | Finalista del Torneo de la URBA 2002.                    |
| Hindú                         | Semifinalista del Torneo de la URBA 2002.                |
| Los Tilos                     | Semifinalista del Torneo de la URBA 2002.                |
| Olivos                        | 5.° puesto en el Torneo de la URBA 2002.                 |
| Alumni                        | 6.° puesto en el Torneo de la URBA 2002.                 |
| La Plata Rugby Club           | 7.° puesto en el Torneo de la URBA 2002.                 |
| San Luis                      | 8.° puesto en el Torneo de la URBA 2002.                 |
| Jockey Club de Rosario        | Campeón del Torneo del Interior A 2002.                  |
| Universitario de Tucumán      | Finalista del Torneo del Interior A 2002.                |
| Gimnasia y Esgrima de Rosario | Semifinalista del Torneo del Interior A 2002.            |
| Tala Rugby Club               | Semifinalista del Torneo del Interior A 2002.            |
| Universitario de Salta        | 2.° en la fase de grupos del Torneo del Interior A 2002. |
| La Tablada                    | 2.° en la fase de grupos del Torneo del Interior A 2002. |
| Los Tordos Rugby Club         | 2.° en la fase de grupos del Torneo del Interior A 2002. |
| Estudiantes de Paraná         | 2.° en la fase de grupos del Torneo del Interior A 2002. |

Todos los clubes clasificaron al torneo tras finalizar entre los ocho mejores del Torneo de la URBA y del Torneo del Interior A, pero los finalistas y semifinalistas de ambos torneos clasificaron de forma directa a instancias posteriores.

### Distribución geográfica de los equipos
| Jurisdicción              | Cant. | Equipos                                                            |
| ------------------------- | ----- | ------------------------------------------------------------------ |
| Provincia de Buenos Aires | 8     | Olivos, La Plata, Los Tilos, SIC, Regatas, Alumni, Hindú, San Luis |
| Provincia de Santa Fe     | 2     | Jockey (R), GER                                                    |
| Provincia de Córdoba      | 2     | La Tablada, Tala                                                   |
| Provincia de Tucumán      | 1     | Universitario (T)                                                  |
| Provincia de Mendoza      | 1     | Los Tordos                                                         |
| Provincia de Salta        | 1     | Universitario (S)                                                  |
| Provincia de Entre Ríos   | 1     | CAE                                                                |

## Primera fase
En la primera fase del torneo se enfrentaron los equipos del 5.° al 8.° puesto del Torneo de la URBA 2002 contra los cuatro 2.° de la fase de grupos del Torneo del Interior A 2002. Los cuatro equipos eliminados en esta instancia fueron transferidos a los octavos de final del Nacional de Clubes A2 2002.
| 21 de septiembre | La Tablada | 30 - 18 | San Luis |                                             |                                             |
|                  |            | Reporte |          | Árbitro(s): Ricardo Ponce de León (Tucumán) | Árbitro(s): Ricardo Ponce de León (Tucumán) |

| 22 de septiembre | Alumni | 27 - 22 | Universitario (S) |  |  |
|                  |        | Reporte |                   |  |  |

| 21 de septiembre | Los Tordos | 35 - 28 | La Plata RC |                                         |                                         |
|                  |            | Reporte |             | Árbitro(s): Martín Rodríguez (Santa Fe) | Árbitro(s): Martín Rodríguez (Santa Fe) |

| 22 de septiembre | Olivos | 40 - 17 | Estudiantes de Paraná |  |  |
|                  |        | Reporte |                       |  |  |

## Segunda fase
En la segunda fase, los cuatro ganadores de la primera fase se enfrentaron a los cuatro equipos eliminados en las semifinales de los torneos clasificatorios (URBA e Interior A).
| 28 de septiembre | Los Tilos | 30 - 22 | La Tablada |                                              |                                              |
|                  |           | Reporte |            | Árbitro(s): Juan Pablo Spirandelli (Rosario) | Árbitro(s): Juan Pablo Spirandelli (Rosario) |

| 28 de septiembre | Tala | 14 - 29 | Alumni |                                            |                                            |
|                  |      | Reporte |        | Árbitro(s): Víctor Rabuffetti (Entre Ríos) | Árbitro(s): Víctor Rabuffetti (Entre Ríos) |

| 28 de septiembre | Hindú | 30 - 35 | Los Tordos |                                         |                                         |
|                  |       | Reporte |            | Árbitro(s): Marcelo Domínguez (Córdoba) | Árbitro(s): Marcelo Domínguez (Córdoba) |

| 28 de septiembre | Gimnasia y Esgrima (R) | 27 - 11 | Olivos |                                             |                                             |
|                  |                        | Reporte |        | Árbitro(s): Ricardo Ponce de León (Tucumán) | Árbitro(s): Ricardo Ponce de León (Tucumán) |

## Fases finales
Los cuatro finalistas de los torneos clasificatorios (URBA e Interior A) se sumaron al torneo y enfrentaron a los cuatro ganadores de la segunda fase. A partir de esta instancia, el torneo se desarrolló de forma regular.
|  | Cuartos de final   | Cuartos de final   | Cuartos de final   |                 |                   | Semifinales       | Semifinales   | Semifinales   |  |        | Final         | Final         | Final         |  |
|  | 12 y 13 de octubre | 12 y 13 de octubre | 12 y 13 de octubre |                 |                   | 19 de octubre     | 19 de octubre | 19 de octubre |  |        | 26 de octubre | 26 de octubre | 26 de octubre |  |
|  |                    |                    |                    |                 |                   |                   |               |               |  |        |               |               |               |  |
|  |                    |                    |                    |                 |                   |                   |               |               |  |        |               |               |               |  |
|  | Universitario (T)  | Universitario (T)  | 37                 |                 |                   |                   |               |               |  |        |               |               |               |  |
|  | Universitario (T)  | Universitario (T)  | 37                 |                 |                   |                   |               |               |  |        |               |               |               |  |
|  | Los Tilos          | Los Tilos          | 7                  |                 |                   |                   |               |               |  |        |               |               |               |  |
|  | Los Tilos          | Los Tilos          | 7                  |                 | Universitario (T) | Universitario (T) | 12            |               |  |        |               |               |               |  |
|  |                    |                    |                    |                 | Universitario (T) | Universitario (T) | 12            |               |  |        |               |               |               |  |
|  |                    |                    | Alumni             | Alumni          | 15                |                   |               |               |  |        |               |               |               |  |
|  | Alumni             | Alumni             | Alumni             | Alumni          | 15                | 40                |               |               |  |        |               |               |               |  |
|  | Alumni             | Alumni             |                    |                 |                   |                   |               |               |  |        |               |               |               |  |
|  | San Isidro Club    | San Isidro Club    | 23                 |                 |                   |                   |               |               |  |        |               |               |               |  |
|  | San Isidro Club    | San Isidro Club    | 23                 |                 |                   |                   |               |               |  | Alumni | Alumni        | 23            |               |  |
|  |                    |                    |                    |                 |                   |                   |               |               |  | Alumni | Alumni        | 23            |               |  |
|  |                    |                    | Jockey Club (R)    | Jockey Club (R) | 21                |                   |               |               |  |        |               |               |               |  |
|  | Los Tordos         | Los Tordos         | Jockey Club (R)    | Jockey Club (R) | 21                | 23                |               |               |  |        |               |               |               |  |
|  | Los Tordos         | Los Tordos         |                    |                 |                   |                   |               |               |  |        |               |               |               |  |
|  | Jockey Club (R)    | Jockey Club (R)    | 53                 |                 |                   |                   |               |               |  |        |               |               |               |  |
|  | Jockey Club (R)    | Jockey Club (R)    | 53                 |                 | Jockey Club (R)   | Jockey Club (R)   | 21            |               |  |        |               |               |               |  |
|  |                    |                    |                    |                 | Jockey Club (R)   | Jockey Club (R)   | 21            |               |  |        |               |               |               |  |
|  |                    |                    | Regatas BV         | Regatas BV      | 14                |                   |               |               |  |        |               |               |               |  |
|  | Regatas BV         | Regatas BV         | Regatas BV         | Regatas BV      | 14                | 48                |               |               |  |        |               |               |               |  |
|  | Regatas BV         | Regatas BV         |                    |                 |                   |                   |               |               |  |        |               |               |               |  |
|  | GER                | GER                | 44                 |                 |                   |                   |               |               |  |        |               |               |               |  |
|  | GER                | GER                | 44                 |                 |                   |                   |               |               |  |        |               |               |               |  |
|  |                    |                    |                    |                 |                   |                   |               |               |  |        |               |               |               |  |

### Cuartos de final
| 12 de octubre | Universitario (T) | 37 - 7  | Los Tilos |                                         |                                         |
|               |                   | Reporte |           | Árbitro(s): Marcelo Domínguez (Córdoba) | Árbitro(s): Marcelo Domínguez (Córdoba) |

| 12 de octubre | Alumni | 40 - 23 | San Isidro Club |                                            |                                            |
|               |        | Reporte |                 | Árbitro(s): Miguel Sandoval (Buenos Aires) | Árbitro(s): Miguel Sandoval (Buenos Aires) |

| 13 de octubre | Los Tordos | 23 - 53 | Jockey Club (R) |                                     |                                     |
|               |            | Reporte |                 | Árbitro(s): Daniel Jabase (Córdoba) | Árbitro(s): Daniel Jabase (Córdoba) |

| 12 de octubre | Regatas BV | 48 - 44 | Gimnasia y Esgrima (R) |                                       |                                       |
|               |            | Reporte |                        | Árbitro(s): Eduardo Blengio (Uruguay) | Árbitro(s): Eduardo Blengio (Uruguay) |

### Semifinales
| 19 de octubre | Universitario (T) | 12 - 15 | Alumni |                              |                              |
|               |                   | Reporte |        | Árbitro(s): Santiago Borsani | Árbitro(s): Santiago Borsani |

| 19 de octubre | Jockey Club (R) | 21 - 14 | Regatas BV |                                             |                                             |
|               |                 | Reporte |            | Árbitro(s): Ricardo Ponce de León (Tucumán) | Árbitro(s): Ricardo Ponce de León (Tucumán) |

### Final
| 26 de octubre | Alumni | 23 - 21 | Jockey Club (R) |                                                                       |                                                                       |
|               |        | Reporte |                 | Asistencia: 3200 espectadores Árbitro(s): Marcelo Domínguez (Córdoba) | Asistencia: 3200 espectadores Árbitro(s): Marcelo Domínguez (Córdoba) |

| Bandera de la Provincia de Buenos Aires |
| Alumni Campeón                          |
| Primer título                           |
|                                         |